# Pitavia punctata
Pitavia punctata är en vinruteväxtart som först beskrevs av Ruiz & Pav., och fick sitt nu gällande namn av Juan Ignacio Molina. Pitavia punctata ingår i släktet Pitavia och familjen vinruteväxter. Inga underarter finns listade i Catalogue of Life.